# The Last Supper (película)
The Last Supper es una película de 2006, cortometraje sobre la última cena. La película interpreta a la última cena como sí hubiera ocurrido en un moderno club nocturno. Estuvo dirigido por Marius A. Markevicius y es protagonizada por Chip Bent, Michael Bortone, Eliza Dushku, Andrew Davoli y Isaiah Mustafa.

## Reparto
| Actor               | Personaje          |
| ------------------- | ------------------ |
| Chip Bent           | JC                 |
| Michael Bortone     | Judas              |
| Isaiah Mustafa      | Moses              |
| Eliza Dushku        | Mesera             |
| Ryan Krause         | Lazarus            |
| Seth Garfunkel      | Parental Peter     |
| Chris Andrew Giulla | Asumiente Andrew   |
| Brad Pennington     | Curioso James      |
| Dave Power          | Gritón John        |
| Nate Dushku         | Citante Philip     |
| Andrew Davoli       | Metro Bartholomew  |
| Wyatt Russell       | Doblante Thomas    |
| Luke Franco         | Reprimido Matthew  |
| Jason Markarian     | Instigante James   |
| Sebastian Hinton    | Inseguro Thaddaeas |
| Paul Rae            | Simon              |